# Castello di Hever

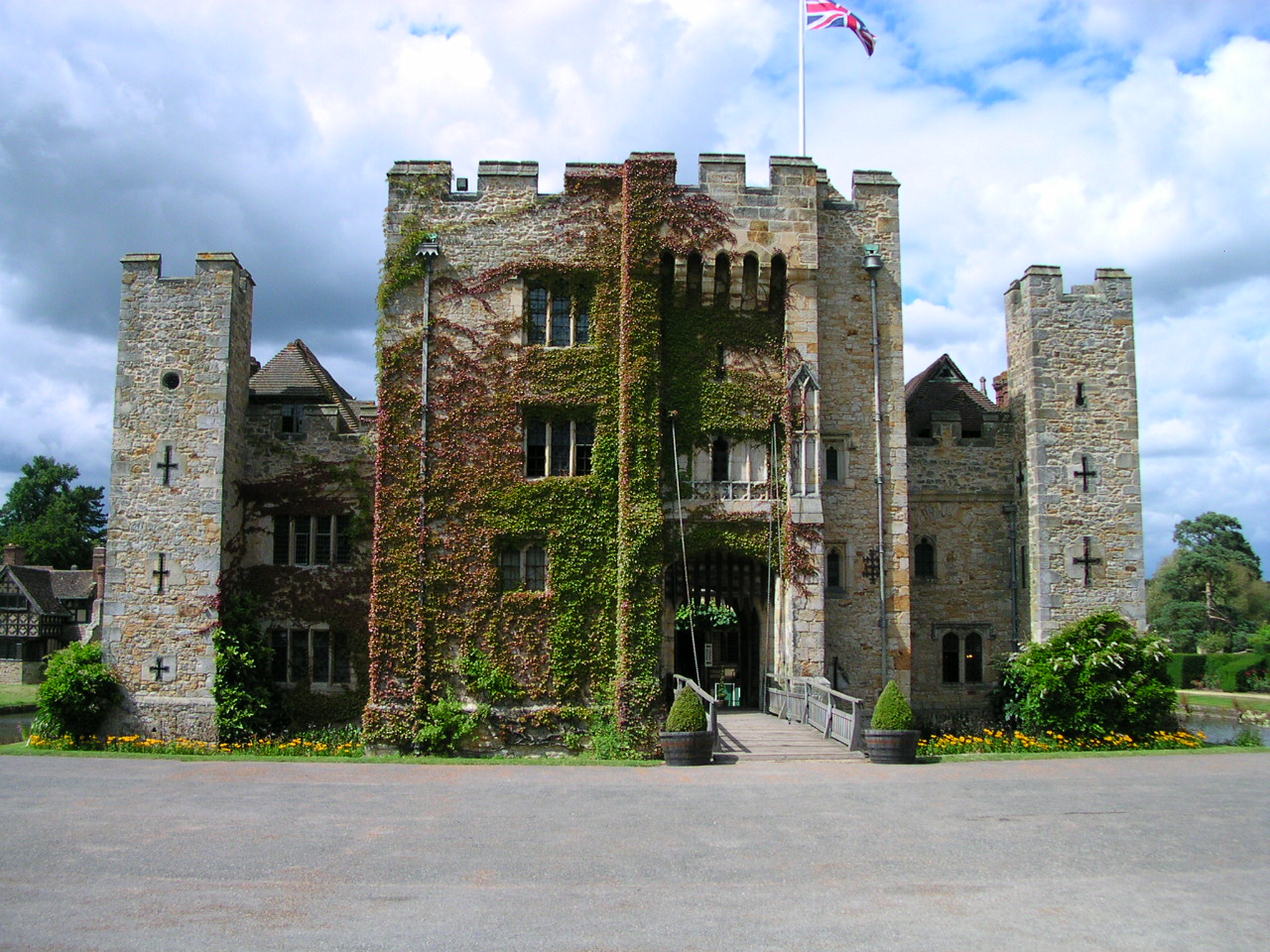
La facciata principale del castello di Hever

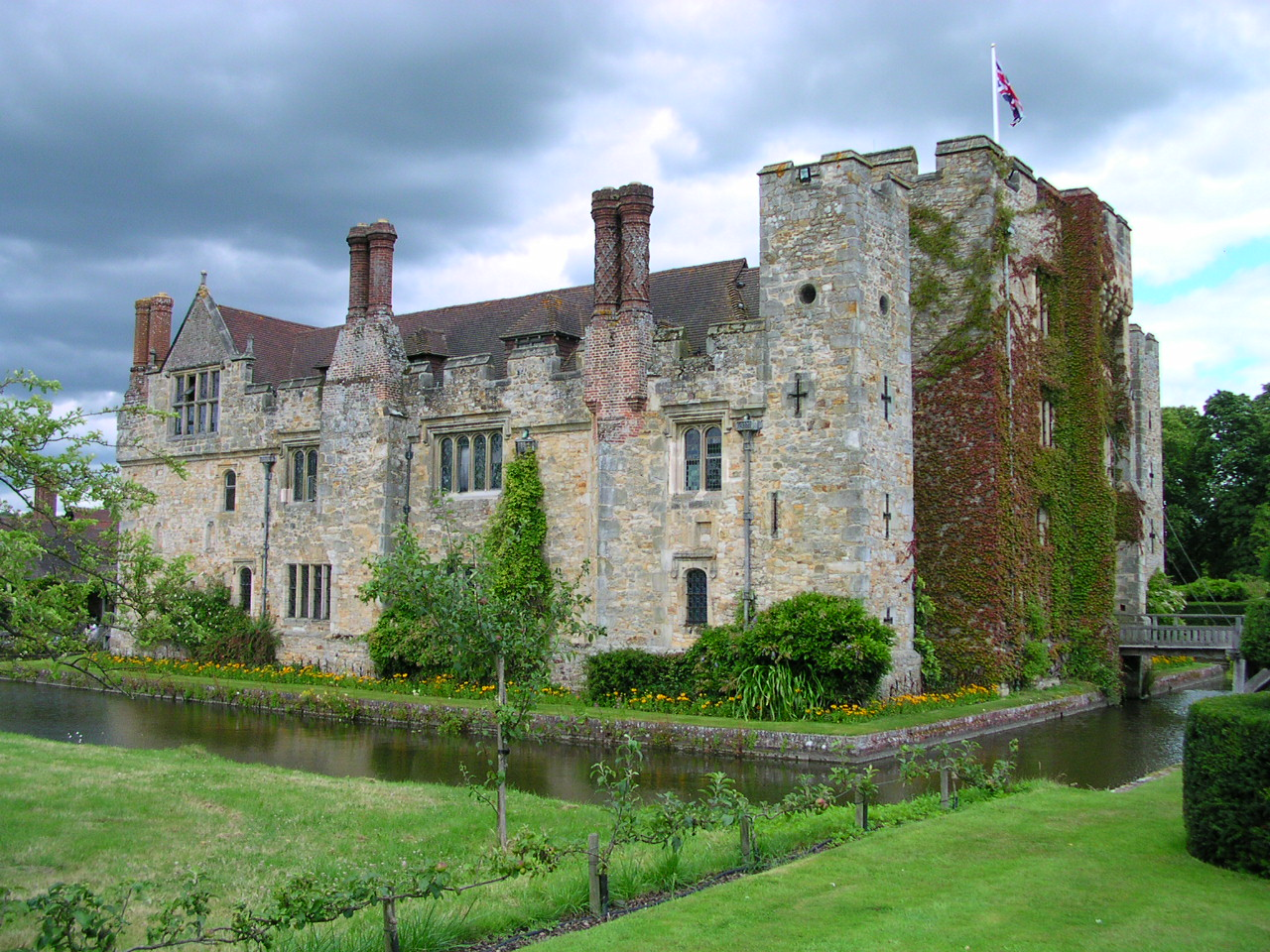
La facciata principale del castello con il giardino circostante

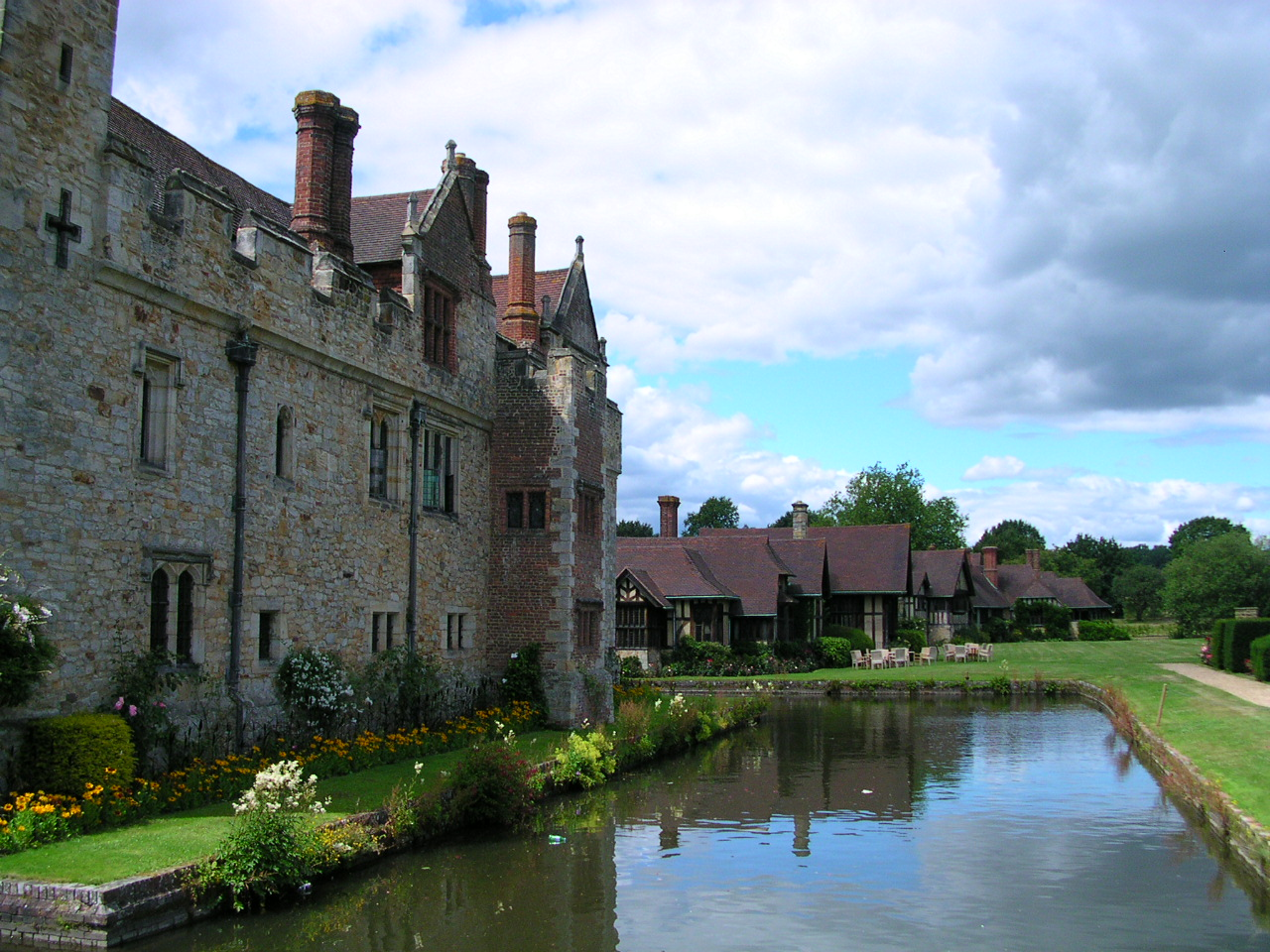
Il castello di Hever, con - sullo sfondo - il villaggio in stile Tudor

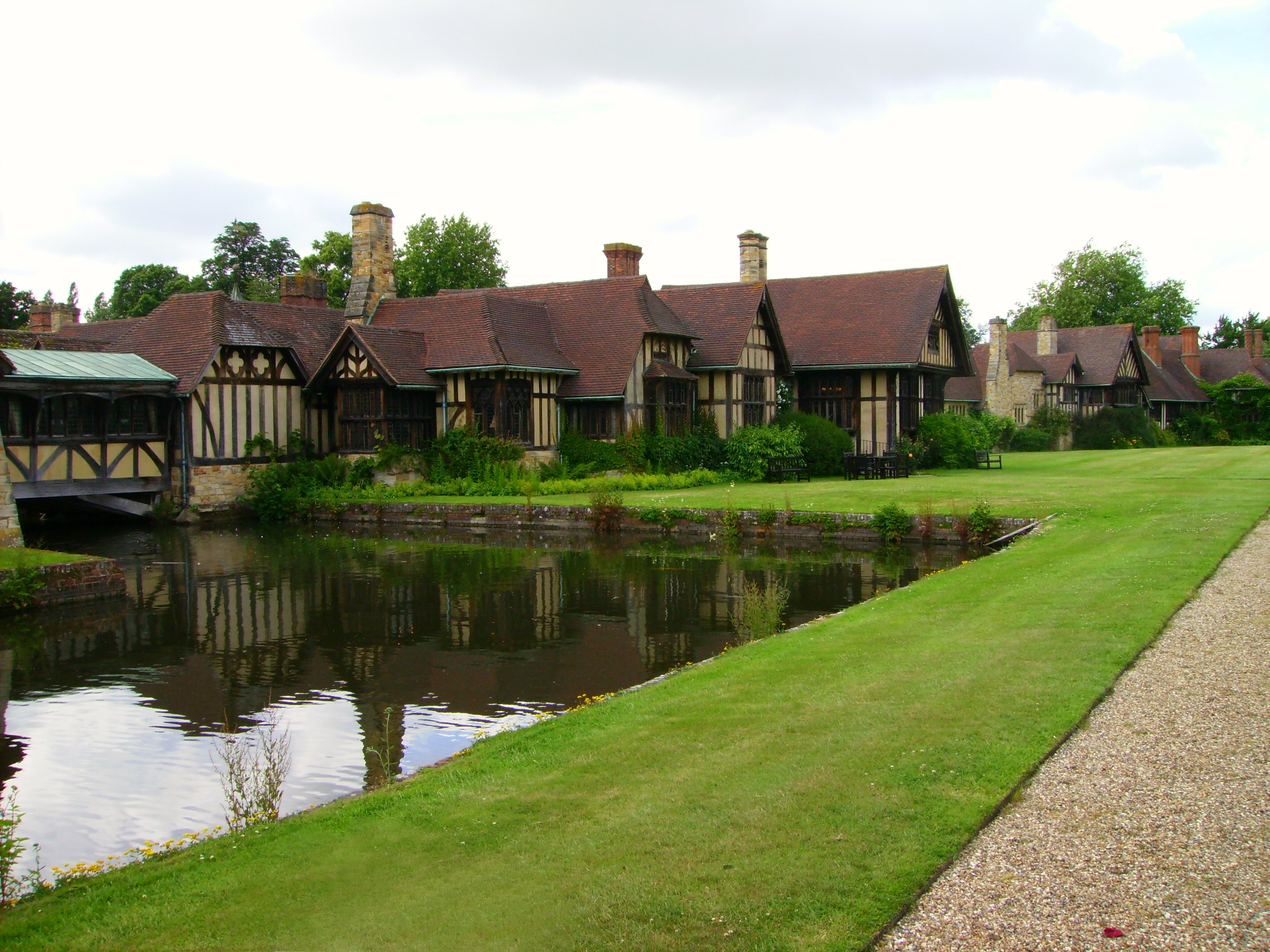
Ricostruzione di un villaggio Tudor nel parco del castello

Il castello di Hever (in inglese: Hever Castle) è un castello del villaggio inglese di Hever, nel Kent (Inghilterra sud-orientale), fatto costruire intorno al 1270 da William de Hevere e poi ampliato agli inizi del XVI secolo dalla famiglia Boleyn (Bolena) e rimodernato agli inizi del XX secolo per volere del miliardario statunitense William Astor, I visconte Astor (1848-1919).
Il castello è famoso per essere stato il luogo dove trascorse la propria infanzia e forse nacque Anna Bolena (1507-1536), una delle mogli di Enrico VIII. Fu inoltre, per un certo periodo, la residenza anche di un'altre moglie del sovrano, Anna di Clèves (1515-1557).
L'edificio è aperto al pubblico dal 1983.

## Caratteristiche
Gli esterni del castello sono di epoca Tudor. 

I giardini, in gran parte sistemati all'inizio del XX secolo comprendono, tra l'altro, tre labirinti.
Gli interni del castello, arredati con pannelli in legno del periodo edoardiano, sono frutto del restauro operato ad inizio del XX secolo.

All'interno si trovano, tra l'altro, ritratti di Anna Bolena ed Enrico VIII.

## Storia
Sul luogo dove ora si erge il castello di Hever si trovava in origine una fattoria, di proprietà della famiglia De Hevere, che aveva ricevuto il terreno da Guglielmo il Conquistatore
Nel 1270, la fattoria fu convertita in maniero da William de Hevere.
Nel 1459, l'edificio fu acquistato da Geoffrey Bullen, Lord Mayor di Londra e bisnonno di Anna Bolena.

La famiglia Bolena fece riconvertire il maniero in residenza, a cui fu aggiunta un edificio in stile Tudor e fu proprio nel castello di Hever che la stessa Anna Bolena iniziò a ricevere le visite di un suo spasimante, nonché futuro marito, il sovrano Enrico VIII.
Nel 1540 il castello fu ceduto da Enrico VIII d'Inghilterra ad Anna di Clèves come buonuscita per il loro divorzio.
Nel 1684, il castello fu ereditato dal barone Henry Waldegrave.

In seguito, l'edificio passò nelle mani della famiglia Humfreys e della famiglia Meade-Waldos(1749-1903).
Nel 1903, l'edificio, ormai in rovina, fu acquistato dal miliardario statunitense William Waldorf Astor, I visconte di Astor e pronipote di John Jacob Astor I, che intraprese un'ampia e costosa opera di riammodernamento degli interni e fece costruire dei giardini e un laghetto.

Lo stesso Astor vi fece costruire nei pressi un villaggio in stile Tudor per sistemarvi la servitù e i suoi ospiti.
Il castello rimase quindi di proprietà della famiglia Astor fino al 1983, quando l'edificio fu acquisito dalla Broadland Properties Ltd e fu aperto al pubblico.

## Punti d'interesse

### Interni

#### Anna Boleyn's Room
Nell'Anna Boleyn's Room ("Camera di Anna Bolena"), situata ai piani superiori del castello, è conservato, tra l'altro, il Libro d'Ore che Anna Bolena aveva con sé prima che fosse eseguita la propria condanna a morte (1536).

### Esterni

#### Giardini
I giardini del castello sono - come detto - in gran parte frutto del lavoro di ristrutturazione operato da William Waldorf Astor.

Degno di nota è un giardino all'italiana, abbellito con statue, colonne e sarcofaghi antichi (I secolo-XV secolo).
|  |  |

|  |  |  |

## Il castello nel cinema e nelle fiction
- Il castello di Hever è stata una delle location del film Anna dei mille giorni del 1969[11]
- Nel castello di Hever sono state girate alcune scene del film spagnolo Pubertà (Las adolescentes) del 1975[11]
- Il castello è servito come location per alcune scene del film per la televisione The Famous History of the Life of King Henry the Eight del 1979[11]
- Nel castello di Hever sono state girate alcune scene del film L'avventuriera perversa del 1983[11]
- Nel castello di Hever sono state girate alcune scene del film Lady Jane del 1986[11]
- Il castello di Hever è stata una delle location del film La storia fantastica del 1987[11]
- Il castello è stato utilizzato come location per alcune scene del film Sua maestà viene da Las Vegas del 1991[11]
- Il castello di Hever è stata una delle location per alcune scene della miniserie televisiva britannica Henry VIII (1997)[11]
- Nel castello di Hever sono state girate alcune scene della miniserie televisiva britannica The Six Wives of Henry VIII (2001)[11]
- Nel castello sono state girate alcune scene del film Inkheart - La leggenda di cuore d'inchiostro del 2008[11]